# Barriere
Barriere (Fences) è un film del 2016 diretto e interpretato da Denzel Washington.
La pellicola è l'adattamento cinematografico dell'opera teatrale del 1983, vincitrice del premio Pulitzer per la drammaturgia, Fences di August Wilson, accreditato come sceneggiatore del film nonostante sia morto nel 2005.
Barriere ha ricevuto quattro candidature ai premi Oscar 2017, tra cui miglior film, vincendo l'Oscar alla miglior attrice non protagonista (a Viola Davis).

## Trama
Troy Maxson è un'ex promessa del baseball che lavora come netturbino a Pittsburgh, vivendo una vita modesta ma felice, insieme alla propria famiglia. Dopo il lavoro torna sempre a casa per insegnare ai figli cosa è necessario fare per costruirsi un futuro, tuttavia lo fa con toni spesso troppo accesi e rigidi. Nel tempo libero si concede lunghe bevute di gin insieme al suo amico Jim Bono, e cerca di prendersi cura del fratello malato Gabe, rimasto deficitario di metà cervello, a causa della guerra. Troy è padre di due figli: Lyons, di 34 anni, avuto dalla sua prima moglie e Cory, il più piccolo, avuto insieme alla seconda moglie Rose. Il suo unico scopo, a questo punto della vita, è vedere il figlio Lyons sistemarsi con un lavoro fisso e fare in modo che Cory non segua la strada del football quanto piuttosto quella di impegnare tutto se stesso in un lavoro che gli dia da vivere.
Troy nutre compassione nei confronti del fratello Gabe, che cerca sempre di tirare fuori dai guai e che tenta di salvaguardare, ma è anche molto autoritario: per questo motivo ottiene sì il rispetto di moglie e figli ma finisce, letteralmente, per tenerli assoggettati al proprio comando. Questo atteggiamento, da lui mai abbandonato, lo porta un giorno a negare a Cory la possibilità di giocare a football in maniera professionale. Cory, parecchio adirato con il padre, ma sempre a lui fedele, decide comunque di rispettare la volontà paterna. Nel frattempo Jim scopre un oscuro segreto di Troy: l'amico intrattiene una relazione extraconiugale con una certa Alberta, con la quale è stato più volte visto da Jim in situazioni tenere. Jim cerca di convincere Troy a troncare la relazione ma quest'ultimo afferma di non poterne fare a meno, pur accettando la condizione di confessare tutto alla moglie Rose. Ed ecco che di lì a poco Troy entra in casa e confessa, ad una sorpresa Rose, di averla tradita con Alberta e che aspetta da lei un figlio. Rose dapprima sembra scioccata e in seguito reagisce con profonda tristezza.
Saranno mesi molto duri quelli che seguiranno: Troy infatti, pur continuando a vivere con Rose, resterà a casa solo il tempo per dormire e cambiarsi i vestiti, senza dire una parola prima di ritornare al lavoro. La situazione va avanti per un paio di mesi quando un giorno Rose si decide a parlare con Troy per cercare di porre rimedio. Troy affronta Rose con aggressività in merito alla questione legata al possibile internamento di Gabe in ospedale in seguito all'ennesimo episodio di arresto da parte della polizia locale. Rose accusa Troy di aver firmato le carte per l'internamento di Gabe al solo scopo di ottenere metà dei soldi della sua pensione d'invalidità. L'incontro finisce con un nulla di fatto e Troy torna al lavoro con il senso di colpa per essersi reso conto di aver sbagliato, per la prima volta nella sua vita.
Passa il tempo e finalmente, dopo un lungo periodo, Troy e Rose sembrano essersi riavvicinati quando una notte arriva una notizia improvvisa: Alberta ha partorito ma nel parto è morta lasciando la bambina sana ma senza una madre. Troy allora va in ospedale e la porta a casa chiedendo a Rose di prendersene cura insieme a lui ma ottenendo l'accondiscendenza di Rose solo a patto che lui non la consideri più sua moglie. Nel frattempo sopraggiunge a casa Cory che viene accolto da un Troy ancora molto scosso e violento e da lì ne nascerà un accesissimo scontro che sfocerà nella violenza e nella finale e definitiva fuga di Cory dalla propria casa e dalla propria famiglia. Troy a questo punto, dopo aver lottato, simbolicamente, per tutta la vita, contro la sua nemica numero uno, la Morte, si lascia andare e accetta il suo destino.
Tuttavia passeranno ancora diversi anni prima della morte di Troy. Sei anni in cui il figlio Cory avrà fatto parte dei Marines, di cui gli ultimi tre anni invece Lyons passerà in prigione essendo stato arrestato per alcuni crimini da lui commessi. 
Per la morte di Troy si radunano sia Gabe, uscito dall'ospedale per attendere il funerale di Troy, sia Cory e sia Lyons, uscito di prigione anch'esso per presenziare al funerale di Troy. Tuttavia Cory, parlando con sua madre Rose, le riferisce che non parteciperà al funerale di Troy, suo padre. La madre non è d'accordo con Cory, avendo comunque buoni ricordi di Troy. 
Non si saprà mai se Cory sia o no andato al funerale del padre Troy, visto che il film si conclude con Gabe che suona la tromba per far aprire a San Pietro il cancello del paradiso per Troy, con Rose e i suoi figli che guardano il cielo. 

## Produzione

### Antefatti
Dopo il successo dell'opera teatrale Fences, vincitrice di quattro Tony Award tra cui miglior musical, nel 1987 la Paramount Pictures ha acquistato i diritti per la realizzazione del film. Nonostante ciò il progetto non è mai andato in porto a causa delle divergenze tra la casa di produzione cinematografica e l'autore dell'opera, August Wilson, il quale richiedeva che il film fosse diretto da un regista afroamericano.

### Scelta della regia e cast
Nel 2013, successivamente alla morte di Wilson, avvenuta nel 2005, Denzel Washington espresse in un'intervista ad Empire il desiderio di dirigere ed interpretare l'adattamento cinematografico dell'opera teatrale con Scott Rudin alla produzione. Il 28 febbraio 2016 viene avviato il progetto, con la produzione di Scott Rudin, regia e ruolo di protagonista per Washington. Come co-protagonista è stata ingaggiata Viola Davis; Washington e Davis hanno precedentemente interpretato i due personaggi nel revival dell'opera teatrale del 2010, aggiudicandosi rispettivamente i Tony Award al miglior attore protagonista in uno spettacolo e quello per la miglior attrice protagonista in uno spettacolo. Il 4 aprile 2016 entrano nel cast gli attori Mykelti Williamson, Saniyya Sidney, Russell Hornsby, Stephen McKinley Henderson e Jovan Adepo, anche loro riprendendo i ruoli recitati nel revival del 2010.

### Sceneggiatura
Il 28 febbraio 2016, assieme all'avvio del progetto, viene annunciato che il drammaturgo Tony Kushner entra nel progetto per perfezionare la sceneggiatura, i tempi e le cadenze delle espressioni. Nonostante ciò, solo Wilson è stato accreditato alla sceneggiatura.

### Riprese
Le riprese del film sono iniziate il 25 aprile 2016 a Pittsburgh e sono terminate il 14 giugno.
Il budget del film è stato di 24 milioni di dollari.

## Promozione
Il primo trailer del film viene diffuso il 27 settembre 2016, mentre la versione italiana il 12 ottobre seguente.

## Distribuzione
La pellicola è stata distribuita limitatamente nelle sale cinematografiche statunitensi a partire dal 16 dicembre 2016 e in ampia distribuzione dal 25 dicembre, mentre in Italia dal 23 febbraio 2017.

## Accoglienza

### Incassi
Il film ha incassato 57,6 milioni di dollari nel Nord America e 6,7 nel resto del mondo, per un totale di 64,4 milioni di dollari.

### Critica
Sull'aggregatore Rotten Tomatoes il film riceve il 92% delle recensioni professionali positive con un voto medio di 7,6 su 10 basato su 269 critiche, venendo sancito come il 4° miglior film drammatico del 2016; sul sito di recensioni Metacritic il film ottiene un punteggio di 79 su 100 basato su 48 critiche.
Sebbene il progetto cinematografico complessivo sia stato accolto positivamente dalla critica cinematografica, esso è stato ammonito di voler assomigliare troppo ad un'opera teatrale, non trovando nella regia di Washington innovazione rispetto alla trama e regia sperimentata da August Wilson a Broadway.
Catherine Shoard del The Guardian riporta che il film rimane fedele all'opera di Wilson, ovvero «concepito come una vetrina per i suoi interpreti», in cui «la cinematografia immersiva e l'escapismo su grande schermo non sono lo scopo» della regia. Sebbene riscontri che Washington «abbia quasi un decennio in più rispetto a quanto previsto da Wilson», non trovandolo coerente con i fatti narrati, afferma che l'autore dell'opera «sarebbe estasiato» dalla scelta del cast e dalla produzione interamente di afroamericani. Meno entusiasta Kyle Smith del New York Post, che sebbene lo definisca nel complesso «onorevole, degno e sferzante», riporta che «viene ingigantito per il grande schermo senza mai appartenervi del tutto». Smith afferma che l'approccio della regia e produzione sia stata «riverente» nel confronti di Wilson, arrivando a confezionare «un film che vuole raggiungere alcune verità oneste sulla vita dei neri americani».
Soffermandosi sulla recitazione degli attori, A.O. Scott del The New York Times ha espresso una recensione positiva e ha sottolineato le interpretazioni di Washington e Davis dicendo: «Se l'audio dovesse improvvisamente cedere, o se i dialoghi fossero doppiati in marziano, l'impatto delle interpretazioni sarebbe comunque palpabile». Joe Morgenstern del The Wall Street Journal definisce l'interpretazione di Washington «elettrizzante e vertiginosamente entusiasmante» e quella di Davis «notevole, anche se forzatamente meno sgargiante» per il ruolo assegnatole, dando ampio spettro di un animo «sofferente». Moira Macdonald del The Seattle Times riporta che «sebbene tutte le interpretazioni siano splendide, sono Washington e Davis a creare un'ipnotica sinfonia di emozioni, trovando sia l'amore che la tragedia in ogni sguardo e in ogni battuta».

## Riconoscimenti
- 2017 - Premio Oscar[31][32]
  - Miglior attrice non protagonista a Viola Davis
  - Candidatura per il miglior film
  - Candidatura per il miglior attore a Denzel Washington
  - Candidatura per la migliore sceneggiatura non originale ad August Wilson
- 2017 - Golden Globe[33][34]
  - Migliore attrice non protagonista a Viola Davis
  - Candidatura per il miglior attore in un film drammatico a Denzel Washington
- 2017 - British Academy Film Awards[35][36]
  - Migliore attrice non protagonista a Viola Davis
- 2017 - Screen Actors Guild Award[37][38]
  - Miglior attore protagonista a Denzel Washington
  - Migliore attrice non protagonista a Viola Davis
  - Candidatura per il miglior cast
- 2016 - American Film Institute[39]
  - Migliori dieci film dell'anno
- 2017 - Satellite Award[40]
  - Candidatura per il miglior film
  - Candidatura per il miglior attore a Denzel Washington
  - Candidatura per la migliore attrice non protagonista a Viola Davis
  - Candidatura per il miglior regista a Denzel Washington
- 2017 - Critics' Choice Awards[41]
  - Migliore attrice non protagonista a Viola Davis[42]
  - Candidatura per il miglior film
  - Candidatura per il miglior attore a Denzel Washington
  - Candidatura per il miglior cast
  - Candidatura per il miglior regista a Denzel Washington
  - Candidatura per la migliore sceneggiatura non originale ad August Wilson
- 2016 - Variety[43]
  - Migliori dieci film dell'anno
- 2016 - Entertainment Weekly[44]
  - 19º miglior film dell'anno
- 2017 - Writers Guild of America Award[45]
  - Candidatura per la miglior sceneggiatura non originale
- 2017 - Producers Guild of America Awards[46]
  - Candidatura per il miglior film
- 2017 - Houston Critics Awards[47]
  - Miglior attrice non protagonista a Viola Davis
- 2017 - AARP Movies for Grownups Awards[48]
  - Candidatura per il miglior attore a Denzel Washington
  - Candidatura per la migliore attrice non protagonista a Viola Davis
  - Candidatura per il miglior attore non protagonista a Stephen McKinley Henderson
  - Candidatura per il miglior regista a Denzel Washington
  - Candidatura per la migliore sceneggiatura ad August Wilson
  - Candidatura per la miglior storia d'amore tra adulti a Denzel Washington e Viola Davis
  - Candidatura per il miglior film intergenerazionale
  - Candidatura per la miglior coppia sullo schermo a Denzel Washington e Stephen Henderson